# Too Many Mammas
Too many mammas è una comica muta del 1924 diretta da Leo McCarey con protagonista Charley Chase.
Il film fu distribuito il 12 ottobre 1924.